# Venus Express
Venus Express è stata la prima missione di esplorazione scientifica dell'Agenzia Spaziale Europea del pianeta Venere.

## Venus Express derivata da Mars Express
La missione venne proposta nel 2001 come riutilizzo del progetto della sonda Mars Express. Tuttavia le peculiarità di Venere hanno spinto l'ESA ad apportare alcuni cambiamenti alla sonda. In particolare le zone preposte al controllo termico, alle comunicazioni e all'alimentazione elettrica sono state modificate. Venere è due volte più vicino di Marte al Sole e quindi lo schermo termico è quattro volte più grande, la radiazione ionizzata è molto più intensa e quindi il sistema di comunicazione è stato rafforzato e i pannelli solari sono stati adattati per sopportare l'intensa radiazione solare. La missione Venus Express inoltre utilizza alcuni strumenti sviluppati per la missione Rosetta, tra cui il suo occhio principale VIRTIS.

L'integrazione dell'intero veicolo è stata ottenuta nella "camera bianca" dell'Thales Alenia Space a Torino.

## Fasi della missione
Il lancio della Venus Express è avvenuto alle ore (3:33 UTC) del 9 novembre 2005.
La missione è stata lanciata con un lanciatore Sojuz Fregat dal Cosmodromo di Bajkonur in Kazakistan e la sonda è stata immediatamente immessa nell'orbita di trasferimento verso Venere. Durante il transito è stata necessaria una correzione di orbita.
Venus Express è giunta su Venere l'11 aprile 2006 in 153 giorni e ha utilizzato il proprio motore principale per ridurre la velocità e poter essere catturata dalla gravità venusiana. Sono stati necessari circa 6 giorni di manovre per il posizionamento orbitale.
Venus Express ha studiato l'atmosfera venusiana e le nuvole in dettaglio, analizzando dall'orbita la superficie e la generazione di plasma ed effettuando una mappatura globale della temperatura superficiale del pianeta.
Il 19 settembre 2007 è terminata la missione principale, durata 500 giorni. A febbraio l'ESA ha approvato l'estensione della missione fino a maggio 2009.
La missione è stata quindi estesa più volte e, nel 2013 l'ESA ha annunciato che la missione è stata prolungata almeno fino al 2015.
Tuttavia, a novembre 2014 una manovra di penetrazione nello strato più alto dell'atmosfera ha portato all'esaurimento del carburante, rendendo impossibile manovrare ulteriormente la sonda. Nelle settimane successive i contatti sono stati difficili e con ripetute perdite di dati, fin quando il 16 dicembre l'ESA ha dichiarato ufficialmente conclusa la missione.

## Eventi svoltisi
- 3 agosto 2005: Venus Express completa la prima fase di test finali nell'Astrium Interspace a Tolosa in Francia. La sonda viene caricata su un cargo aereo Antonov An-124 e arriva a Mosca, per arrivare poi a Baikonur il 7 agosto.
- 7 agosto 2005: Venus Express arriva all'aeroporto del Cosmodromo di Baikonur.
- 9 novembre 2005: lancio dal cosmodromo di Baikonur alle 3:33 UT.
- 11 aprile 2006: inserimento orbita venusiana (VOI) completato con successo
- 13 aprile 2006: inviata prima immagine di Venere dalla sonda
- 20-26 aprile 2006: effettuate tre manovra di abbassamento dell'apocentro #1.
- 7 maggio 2006: ingresso nell'orbita definitiva alle 13:31 UT
- 14 dicembre 2006: Prima mappa delle temperature dell'emisfero meridionale.
- 27 febbraio 2007: L'ESA approva l'estensione della missioni fino al maggio 2009.
- 5 giugno 2007: in occasione del secondo fly-by della sonda MESSENGER del pianeta Venere, l'ESA e la NASA programmano osservazioni congiunte in loco e da terra dell'atmosfera venusiana. In particolare al momento del massimo avvicinamento MESSENGER ha misurato l'altezza della copertura nuvolosa utilizzando il suo altimetro laser (MLA), completando i dati ottenuti dalla sonda europea a lunghezze d'onda visibile, ultravioletto e infrarosso[3].
- 19 settembre 2007: Fine della missione nominale (500 giorni terrestri) - Inizio dell'estensione della missione.
- 27 novembre 2007: La rivista scientifica Nature pubblica una serie di articoli che presentano i primi risultati della missione. Confermano la presenza di fulmini su Venere e che questi sono più comuni che sulla Terra. Riportano la scoperta di un enorme vortice atmosferico doppio, presente al polo sud del pianeta.[4][5] Nello stesso periodo i principali risultati sono pubblicati sul sito divulgativo dell'ESA[6].
- 15 maggio 2008: il Visible and Infrared Thermal Imaging Spectrometer (VIRTIS) a bordo della sonda Venus Express ha rilevato molecole di idrossile nell'atmosfera venusiana. È la prima volta che viene rilevato su un pianeta differente dalla Terra[7]. Gli studiosi dell'ESA ritengono che la conoscenza del quantitativo di idrossile presente nell'alta atmosfera del pianeta potrebbe essere un chiaro indicatore del quantitativo di ozono presente, valore necessario per stimare l'assorbimento di radiazione ultravioletta dell'atmosfera venusiana[8].
- 25 agosto 2011:. Rilevato un sottile strato di ozono nell'alta atmosfera; l'ozono era stato rilevato in precedenza solo nelle atmosfere della Terra e di Marte[9].
- 1º ottobre 2012:. Scoperto uno strato particolarmente freddo dell'atmosfera di Venere, a 175 km d'altezza, dove l'anidride carbonica potrebbe congelare in ghiaccio o neve.[10]
- 18 giugno-11 luglio 2014: Campagna sperimentale di aerofrenaggio, durante la quale la sonda si tufferà nell'atmosfera cercando di scendere fino a 130 km sopra la superficie del pianeta.[11]
- 23 novembre-16 dicembre 2014: Esaurimento del carburante, comunicazioni a singhiozzo, conclusione ufficiale della missione.